# Авеніда (станція метро)
38°43′12.50″ пн. ш. 9°8′45″ зх. д. / 38.7201389° пн. ш. 9.14583° зх. д.
Авен́іда (порт. Avenida) — станція Лісабонського метрополітену. Це одна з перших одинадцяти станцій метро у Лісабоні. Знаходиться у центральній частині міста Лісабона в Португалії. Розташована на Синій лінії (або Чайки), між станціями «Маркеш-де-Помбал» та «Рештаурадореш». Станція берегового типу, мілкого закладення. Введена в експлуатацію 29 грудня 1959 року. Станція зазнала реконструкції у 1982 році (було продовжено посадочні платформи і споруджено додатковий вестибюль). Належить до першої зони Синьої лінії, вартість проїзду в межах якої становить 1,40 євро. Назва станції у дослівному перекладі з португальської мови означає «проспект» завдяки своєму розміщенню на головному проспекті міста — Свободи (порт. Avenida da Liberdade).

## Опис
За архітектурою станція нагадує інші станції-однолітки, що не зазнали суттєвої зміни декорації інтер'єру. Архітектор — Falcão e Cunha, художні роботи виконав — Rogério Ribeiro (першопочатковий вигляд станції). При реконструкції у 1982 році архітектор — Sanchez Jorge, художні роботи виконав — Rogério Ribeiro. Станція має два вестибюлі підземного типу (північний та південний), що мають чотири виходи на поверхню (усі на головний проспект міста). На станції заставлено тактильне покриття. 

## Режим роботи[4]
Відправлення першого поїзду відбувається з кінцевих станцій лінії:
- ст. «Амадора-Еште» — 06:30
- ст. «Санта-Аполонія» — 06:30

Відправлення останнього поїзду відбувається з кінцевих станцій лінії:
- ст. «Амадора-Еште» — 01:00
- ст. «Санта-Аполонія» — 01:00

## Галерея зображень

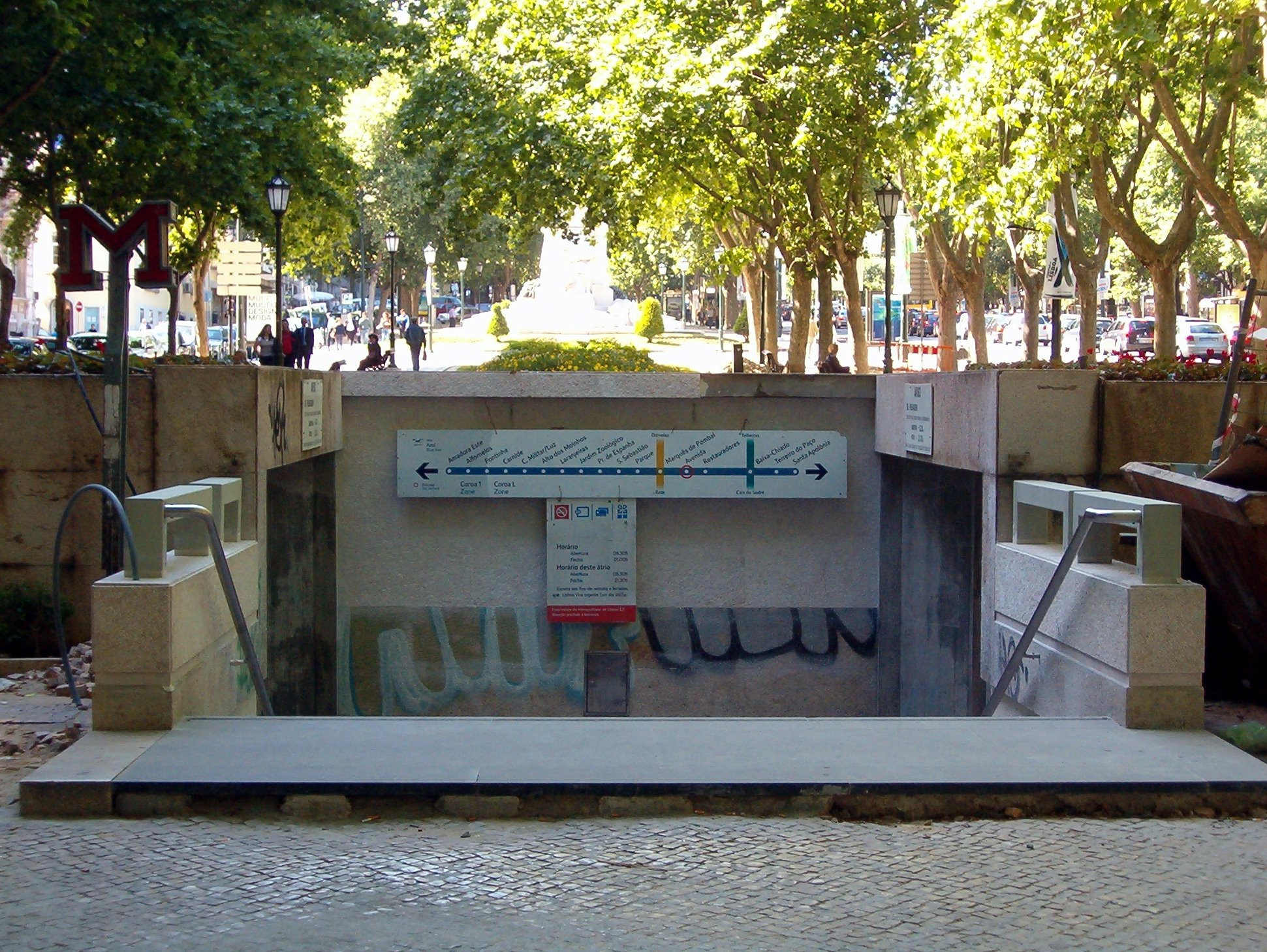
Південний вхід до станції з вулиці
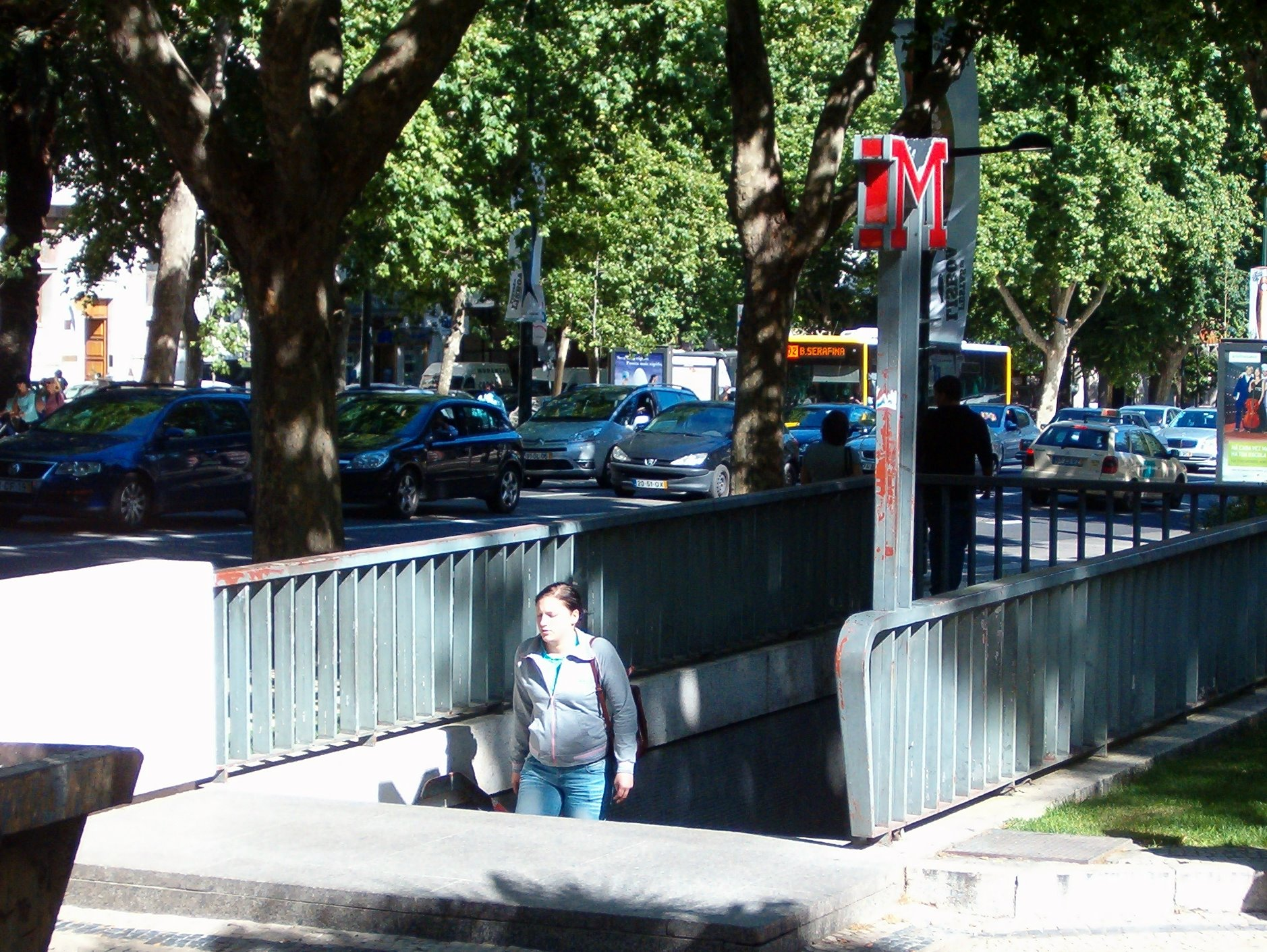
Північний вхід до станції з вулиці